# Говард Чапнік
Говард Чапнік (англ. Howard Chapnick, 1922—1996) — американський фоторедактор, багаторічний керівник фотоагентства «Black Star».

## Біографія
Говард Чапнік народився в 1922 році в Нью-Йорку, на Мангеттені. Навчався в Нью-Йоркському університеті.
У 1940 почав працювати у заснованому за п'ять років до цього фотоагентстві «Black Star».
Під час війни служив у військово-повітряних військах.
У 1946 році відновив роботу в «Black Star», створив спеціальний відділ, який займався виданням фотокниг і фотоесе. Завдяки зусиллям Говарда Чапніка сфера інтересів агентства розширилася.
У 1964 році він викупив агентство у його засновників і став його президентом.
У 1994 році Чапнік опублікував книгу «Правда не потребує союзників. Фотожурналістика зсередини» «The Truth Needs No Ally: Inside Photojournalism» (University of Missouri, 1994) — посібник для молодих фотожурналістів.
Після його смерті в 1996 році Меморіальний фонд Юджин Сміт заснував у пам'ять про Чапніка грант його імені — Howard Chapnick Grant. Він вручається щорічно і призначений для тих, хто хоче домогтися успіху в галузях, суміжних із фотожурналістикою (фоторедактура, освітня діяльність тощо).